# 野黄桂
野黄桂（学名：Cinnamomum jensenianum）是樟科肉桂属的植物，是中国的特有植物。分布于中国大陆的福建、湖北、江西、四川、湖南、广东等地，生长于海拔500米至1,600米的地区，一般生长在山坡常绿阔叶林中以及竹林中，目前尚未由人工引种栽培。

## 别名
桂皮树（江西、湖南） 三条筋树（湖北、四川） 稀花樟（中山大学学报）